# Лівія Медулліна Камілла
Лівія Медулліна Камілла (лат. Livia Medullina Camilla; близько 6 до н. е. — близько 10) — наречена майбутнього імператора Клавдія.

## Життєпис
Походила з патриціанського роду Фуріїв. Донька Марка Фурія Камілла, консула 8 року, і Лівії Скрибоніани. У 8 році була заручена з Тиберієм Клавдієм Друзом (майбутнім імператором Клавдієм), але померла від хвороби в день весілля приблизно в 10 році н. е.